# 香水藍唇花
香水藍唇花（学名：Sclerochiton harveyanus），为爵床科藍唇花属下之一種常綠灌木。原產於非洲南部，由南非東開普省至辛巴威森林地帶。香水藍唇花至今在國際園藝界仍然是一種相當陌生的植物。台灣近一、兩年才引進，但以其清新可愛又特殊的造型
應該很快會成為普受喜愛的公園、庭院裡的觀花植物。

## 命名由來
香水藍唇花裡的「藍唇花」為英文名稱Blue Lips之直譯，因花朵藍色、花瓣呈唇裂狀。中文以香水做為種小名是因花朵會散放淡淡的薰衣草香。

## 身份歸屬
植物學家Dr William H. Harvey曾於1842年在London Journal of Botany上對藍唇花屬植物做過描述，但當時還沒有任何植物被歸類至此屬。香水藍唇花的屬性是在1887年由Nees提出。依據South African National Biodiversity Institute官網資料，目前有19個品種被認定為藍唇花屬。香水藍唇花在2009年的「Red List/紅色名單」上被評定為國際間最沒有受到關注之植物，但是也不屬於生命遭受威脅之植物。

## 植株特徵
香水藍唇花最特殊之處在於它的「半形花」造型，彷彿花兒只開出了一半。花朵前方四裂，為花朵增添了流線感，也更顯輕盈。五裂片上有明顯同色系條紋，此外，另有幾條由基部成輻射狀般伸出、顏色更為明顯的點狀條紋，所以花色雖然單純，這些長短、色調不一的條紋則豐富了花朵的樣貌。與其他爵床科植物一樣，香水藍唇花為兩性花，葉對生，蒴果成熟時會迸裂彈出種子。香水藍唇花繁殖力強，且成長快速，一般高度約1至3公尺。喜陰涼，不宜全日照，屬於相當容易照顧的植物。

## 圖示

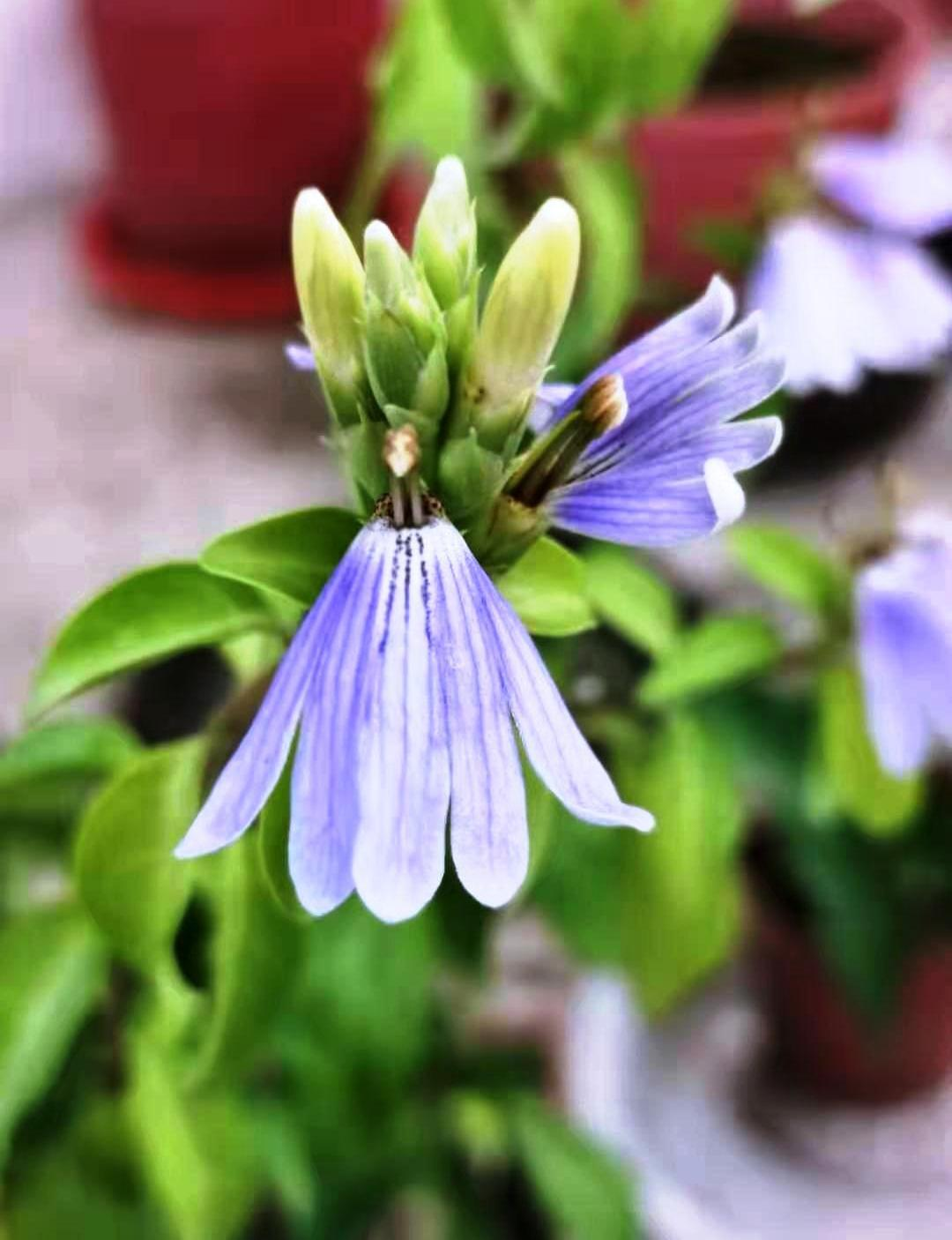
花上明顯條紋與幾條由基部成輻射狀般伸出的點狀條紋